# Великолепна огърлична кокетка
Великолепната огърлична кокетка (Lophornis magnificus) е вид птица от семейство Колиброви (Trochilidae).

## Разпространение и местообитание
Видът е разпространен в Бразилия.